# 启东市
31°48′29.59″N 121°39′26.74″E / 31.8082194°N 121.6574278°E
启东市位于中国江苏省东南部，东临黄海、南濒长江，为中国江苏省下辖县级市，现由南通市代管。区域总面积为1,714.59平方公里。
启东由长江中的泥沙沉积而成，沙洲在不断延伸，1928年设县时，以“启吾东疆”之意，命名为启东县。市人民政府驻汇龙镇。

## 地理
启东市地处东海、黄海、长江交汇之处，长江入海口的北岸，三面环水，整体呈三角形。地表大部分为沿海冲积平原，地势平坦，自西北向东南略有倾斜。北临南黄海，东与日本隔海相望。西与江苏省海门市相接壤，南靠长江入海口北支，其中境内大部分与崇明岛隔江相望，另有部分沙洲与崇明岛接壤。启东市水系属于长江水系，地下水位常年处于1.2—1.6米。

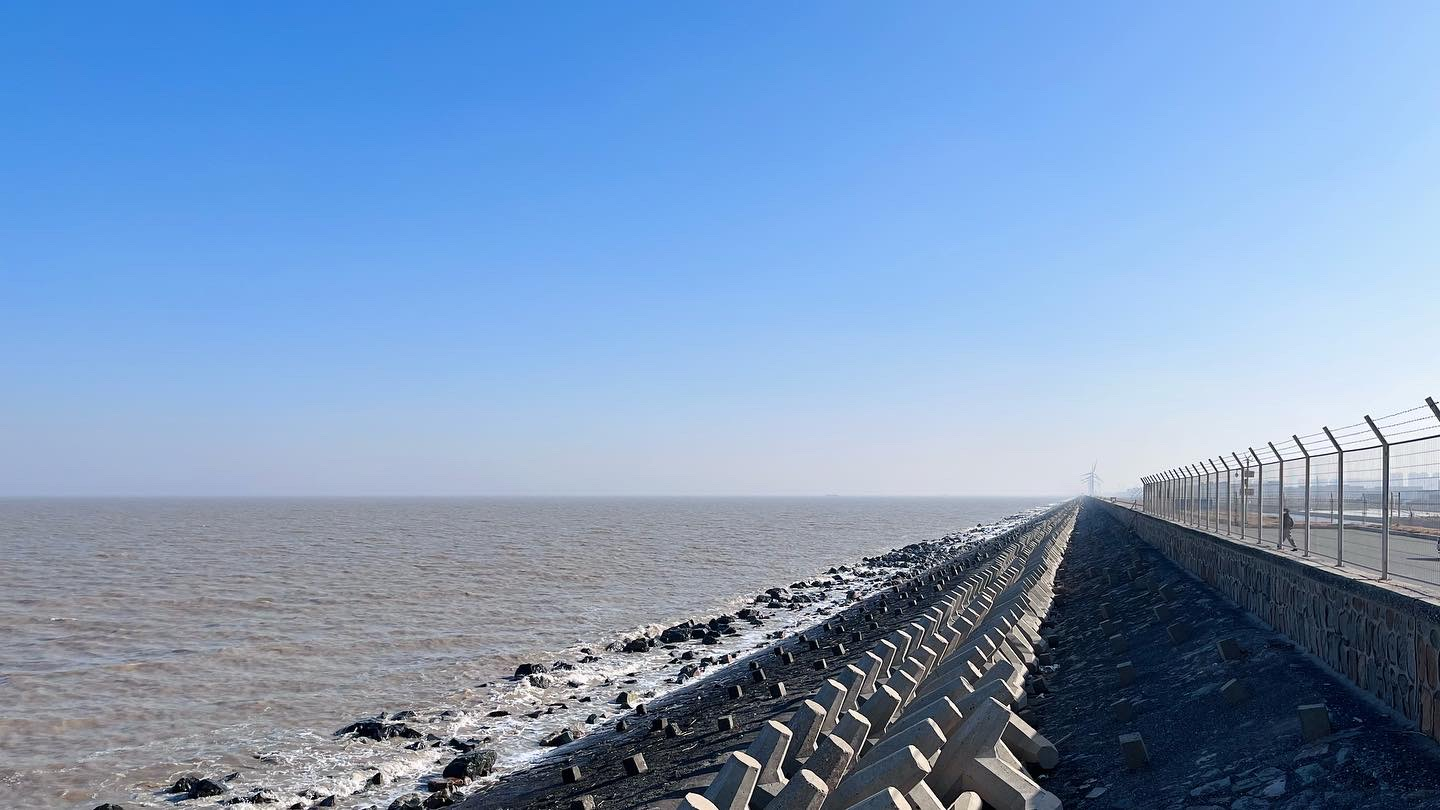
启东市东部海堤观潮台

启东市属于北亚热带湿润气候，一年四季分明，气温温和，有充足的光照和雨水，无霜期较长，春季气候多变，秋季气爽宜人。年均气温为15℃，年均降水量为1037.1毫米，年均相对湿度为81%，年均高于35℃的日数为5天，最多的一年为1964年的18天；年均风向最多为东南风，年均风速为3.5m/s；年均日照时数为2073小时；年均无霜期为222天。

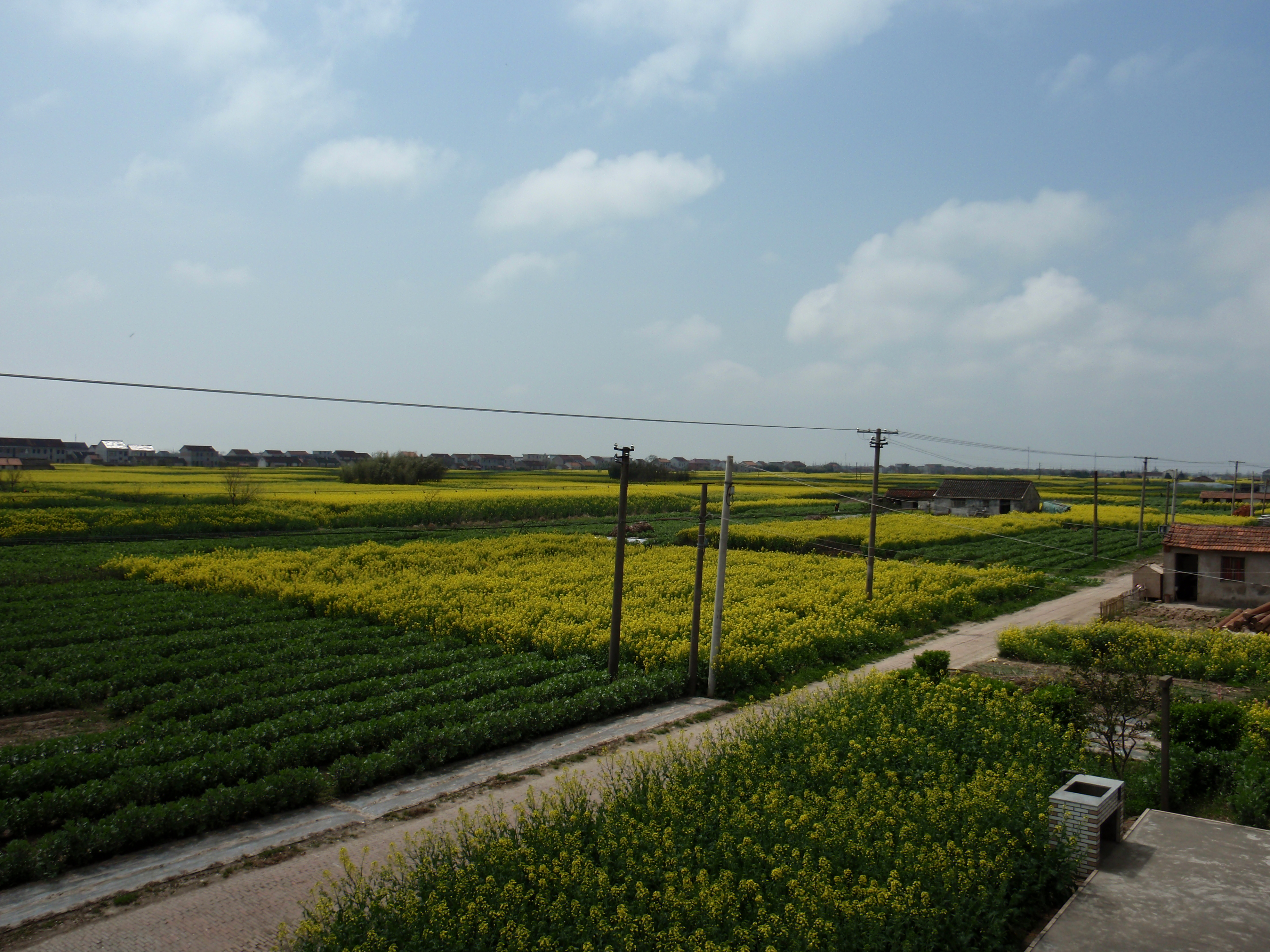
启东春季油菜花盛开景色

| 启东(1981−2010)      | 启东(1981−2010) | 启东(1981−2010) | 启东(1981−2010) | 启东(1981−2010) | 启东(1981−2010) | 启东(1981−2010) | 启东(1981−2010) | 启东(1981−2010) | 启东(1981−2010) | 启东(1981−2010) | 启东(1981−2010) | 启东(1981−2010) | 启东(1981−2010) |
| 月份                 | 1月             | 2月             | 3月             | 4月             | 5月             | 6月             | 7月             | 8月             | 9月             | 10月            | 11月            | 12月            | 全年            |
| -------------------- | --------------- | --------------- | --------------- | --------------- | --------------- | --------------- | --------------- | --------------- | --------------- | --------------- | --------------- | --------------- | --------------- |
| 平均高温 °C（°F）    | 7.5 (45.5)      | 8.9 (48.0)      | 12.6 (54.7)     | 18.2 (64.8)     | 23.7 (74.7)     | 26.9 (80.4)     | 31.0 (87.8)     | 30.7 (87.3)     | 27.1 (80.8)     | 22.5 (72.5)     | 16.7 (62.1)     | 10.4 (50.7)     | 19.7 (67.4)     |
| 日均气温 °C（°F）    | 3.4 (38.1)      | 4.8 (40.6)      | 8.4 (47.1)      | 13.6 (56.5)     | 19.0 (66.2)     | 23.1 (73.6)     | 27.3 (81.1)     | 27.1 (80.8)     | 23.2 (73.8)     | 18.0 (64.4)     | 12.1 (53.8)     | 5.9 (42.6)      | 15.5 (59.9)     |
| 平均低温 °C（°F）    | 0.3 (32.5)      | 1.6 (34.9)      | 4.9 (40.8)      | 9.7 (49.5)      | 15.2 (59.4)     | 20.0 (68.0)     | 24.4 (75.9)     | 24.3 (75.7)     | 20.0 (68.0)     | 14.1 (57.4)     | 8.3 (46.9)      | 2.3 (36.1)      | 12.1 (53.8)     |
| 平均降水量 mm（）    | 56.1 (2.21)     | 51.9 (2.04)     | 81.4 (3.20)     | 78.3 (3.08)     | 83.9 (3.30)     | 172.8 (6.80)    | 158.0 (6.22)    | 175.5 (6.91)    | 108.3 (4.26)    | 55.6 (2.19)     | 54.4 (2.14)     | 35.7 (1.41)     | 1,111.9 (43.76) |
| 平均相對濕度（％）   | 78              | 79              | 80              | 80              | 80              | 84              | 85              | 85              | 83              | 78              | 78              | 76              | 81              |
| 来源：中国气象数据网 |                 |                 |                 |                 |                 |                 |                 |                 |                 |                 |                 |                 |                 |

## 历史
在汉朝以前，启东境内还是一片汪洋。唐朝初期境内涨出东洲和布洲两沙岛，后合并为东布洲。五代设海门县于东洲，县治在今启东吕四附近。元至正至清康熙时期，启东境内大部分复为大海，仅存吕四镇地区。18世纪中叶后，在境内南部先后涨出了惠安沙、永丰沙、永昌沙等10多个沙洲，时称崇明外沙，这片沙洲至民国初年连成一片。
因成陆时期不同，启东所辖地方曾分属三个县管辖。北部吕四地区，又称为“北沙”，在宋、元、明、清时属海门县，1912年-1942年间属南通县；中部又称为“下沙”，原属海门县；南部又称崇明外沙，原属崇明县。1928年3月，北部、中部、南部三地合并分设启东县，首任县长袁希洛。
1942年9月，为适应抗战形势需要，启东县与海门、崇明及通东地区地区合并为东南行署管辖区，属苏中四分区。抗战胜利后，东南行署区（或称东南县）撤销，分设各县，1946年12月再并为东南行署辖区。
1949年1月，中国人民解放军攻占启东全境，恢复启东县建制，考虑到原启东县地域过于狭小，且南通县、海门县地域东西向过于漫长，不易管理，将原海门东部海东、二效等区、南通县东部吕四区并入启东县。1954年9月，又将海门县王鲍区等地12个乡并入启东县。同年12月，海门县通兴农场也划归启东县。1989年11月13日，撤销启东县，设启东市。

## 行政区划
下辖12个镇和启东经济开发区。 
汇龙镇、北新镇、惠萍镇、寅阳镇、东海镇、近海镇、南阳镇、海复镇、合作镇、王鲍镇、吕四港镇、启隆镇和启东经济开发区。

## 人口
根據第七次全国人口普查显示启东市常住人口为967313人，男性人口占比48.35%，女性人口占比51.65%，年龄结构中0-14岁占比9.45%，15-59岁占比55.07%，60岁以上占比35.48%，65岁以上占比25.98%。2020初全市户籍总人口110.35万人。

## 经济
- 启东市是全国最早的纺织服装出口基地，有纺织、服装企业百余家。
- 启东机电行业：主要产品有电动工具、防爆电器、化工阀门、混合器、高压油泵、变压器、智能电表等。
- 启东医药化工行业生产化学药品、染料及其中间体、化学农药、合成树脂、食品添加剂、塑料助剂、化学试剂、涂料等。著名医药品牌有“盖天力”、“白加黑”。
- 有大马力远洋渔轮近百艘，海洋食品加工企业200多家，生产鱼类、虾仁、紫菜、甲壳素等特色产品深加工。
- 启东在全国建筑行业有十万建筑工人。

## 交通

### 公路
连接启东市与崇明岛的崇启大桥于2011年12月24日通车，至此沪崇启沿海大通道贯通，大大缩短启东至上海路程。
- 228国道过境。
- 328国道0公里起点。
- 345国道0公里起点。

### 铁路
- 宁启铁路启东站

## 文化

### 方言
启东方言主要分南北两种。
启东话：启东南部所用方言通常称为启东话 ，即“沙地话”，属于吴语，由于旧时启东为四面环水的沙地，所以交通不便，导致启东话不易受其他方言之影响，启东话是吴语北部边界地区比较新的一种方言，与江南吴语没有显著差别。它和海门话、崇明话基本相同。
吕四话：启东北部以启东吕四港镇为代表，即“通东话”，俗称“江北话”,属吴语太湖片常州小片的一支，吕四话与南通东部部分地区、海门北部地区方言相同。

## 教育

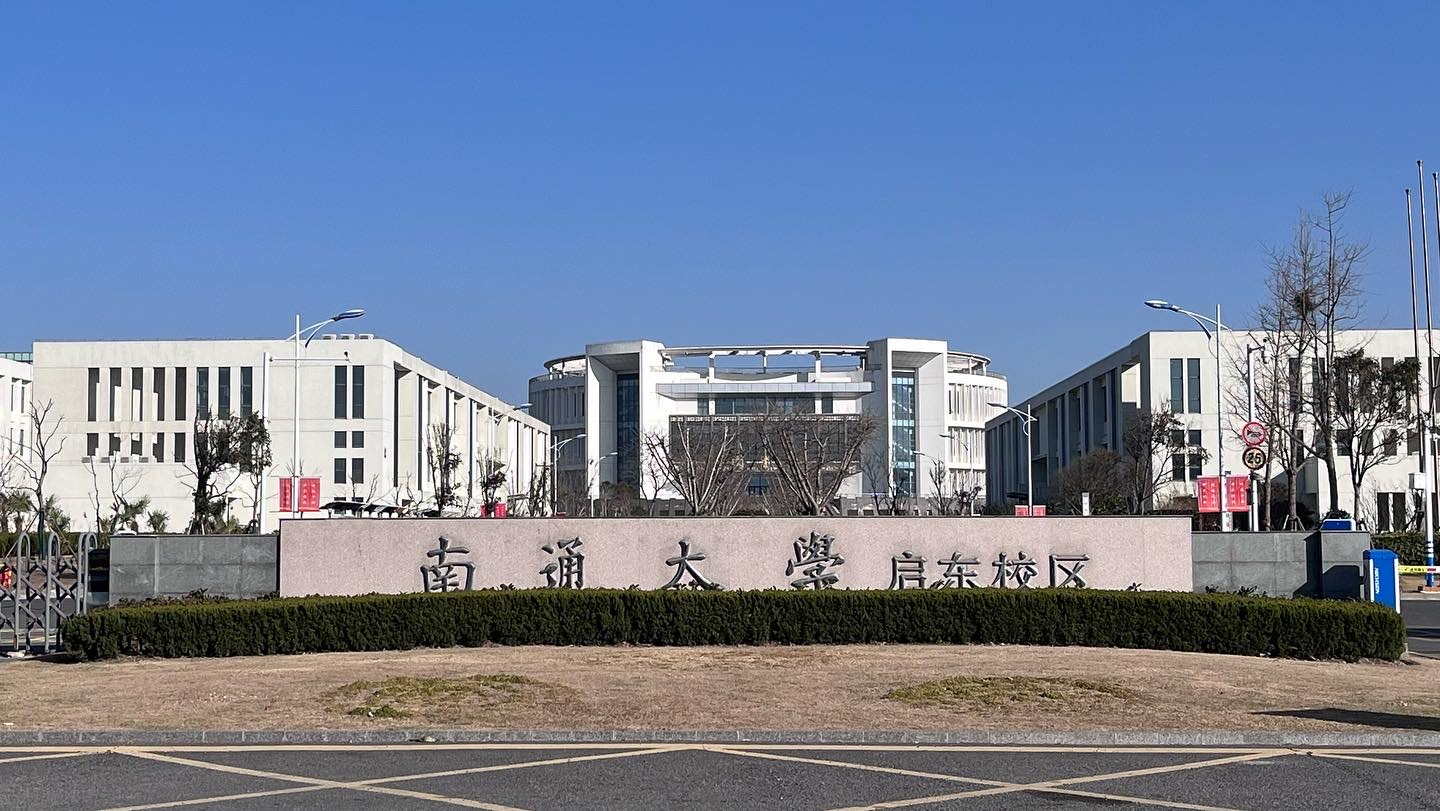
南通大学（启东校区）西门

- 江苏省启东中学
- 江苏省启东市东南中学
- 江苏省启东市汇龙中学
- 启东市第一中学
- 南通大学（启东校区）

## 特产
启东有许多名、优、特、稀产品。

### 水产品
三水交汇特有的自然条件让启东拥有品质优越的海鲜，江鲜，河鲜。

#### 海鲜
- 鲳鱼
- 毛蚶
- 青虾
- 带鱼
- 梅子鱼
- 梭子蟹
- 海蜇
- 黄鱼
- 文蛤

#### 江鲜
- 河豚鱼
- 刀鱼
- 鲥鱼
- 美极江白虾

- 鮰鱼
- 银鱼
- 蟛蜞
- 鳗鱼

#### 河鲜
- 三角帆蚌
- 黄颡鱼
- 河蟹[需要消歧义]

- 鲫鱼
- 翘嘴鲌
- 甲鱼
- 田螺
- 鲤鱼
- 鳝鱼

### 特色农产品
- 三黄鸡,因其鸡喙、鸡脚、鸡皮、鸡毛都呈黄色而得名。特点：肉质结实，拥有丰富的皮脂且口感鲜美。特色菜：白斩鸡、红烧鸡块、全鸡汤。
- 白山羊,长江三角洲地方羊种之一，标准名为“长江三角洲白山羊”。白山羊是在本市特定水土条件下所孕育的特产。特点：肉质鲜美，营养丰富。特色菜：红烧羊肉。
- 茜茜,即荠菜，又称为“茜菜”，特点：清香。特色菜：茜菜蘑菇汤、茜菜山药汤、拌茜菜、茜菜芯馄饨。
- 白扁豆,又俗称为“洋扁豆”，荚扁平，每荚有籽2至3粒，籽白皮白肉，也有红皮白肉。特色菜：洋扁豆炒咸瓜。另外干扁豆还可入药，有补血功能。
- 大白菜,俗称黄芽菜，清道光年间从山东胶州引进，是本市主要农作物之一。大白菜色绿或黄白，叶球一般重8斤左右.特点：口感佳，营养丰富。
- 香芋,椭圆形，常与肉红烧。特点：特殊的清香并且味美。
- 山药,分为浑圆山药和扁平山药。其中扁平山药更佳。特点：富含营养，可红烧，亦可白煮，口感既软又糯。另外山药有利于康复肾脏病、糖尿病的作用。
- 玉米,常常将甜玉米未吐丝的果穗蒸煮食用，特点：气味清香，品感脆嫩。
- 甜芦粟,俗称甜芦穄，为高梁别种，在本市有较悠久的种植历史，明正德年间纂修的《崇明县志》上已有记载。特点：茎青，汁多而甜，肉质松脆。且含有碳水化合物、脂肪、蛋白质、铁、钙、磷等多种营养成分。

### 小吃
- 八角缸爿饼（这不是小吃是当地人打小孩说的一种俚语）
- 赖粘糖
- 摊干面茄饼

- 糖花
- 茄饼

## 旅游
启东拥有独特的江海风韵；主要景点有：
- 圆陀角
- 滨海工业园
- 紫薇公园
- 玉龙寺
- 盈康农庄
- 吕四古韵
- 大兴三八果园
- 大洋港
- 茅家港观景台
- 法音寺
- 恒大海上威尼斯

## 国际友好城市
在国际交流方面，启东市已与韩国的1个城市结好 。
| 友好城市 | 结好时间      |
| -------- | ------------- |
| 巨济市   | 2010年4月12日 |